# 명사초대석
명사초대석은 KBS 1라디오에서 2010년 4월 19일부터 2011년 11월 4일까지 1년간 방송했던 라디오 프로그램이다.
진행자는 유정아이며, 방송시간은 평일 밤 12시 5분부터 밤 12시 30분까지이다.
| KBS 1라디오 평일 프로그램   |                            |                             |
| 이전                        | 명사초대석                 | 다음                        |
| 라디오 24시                 | 명사초대석                 | 책 읽는 밤                  |
| 밤 11시 10분 ~ 밤 11시 55분 | 밤 12시 5분 ~ 밤 12시 30분 | 밤 12시 30분 ~ 밤 12시 58분 |
|                             |                            |                             |